# Австрия на летних Олимпийских играх 1928
Австрия принимала участие в Летних Олимпийских играх 1928 года в Амстердаме (Северная Голландия, Нидерланды) в седьмой раз за свою историю, и завоевала одну бронзовую и две золотые медали. Сборная страны состояла из 73 спортсменов (67 мужчин, 6 женщин).

## Медалисты
| Медаль | Спортсмен                | Вид спорта           | Дисциплина             |
| ------ | ------------------------ | -------------------- | ---------------------- |
| Золото | Франц Андрисек           | Тяжёлая атлетика     | Мужчины, до 60 кг      |
| Золото | Ханс Хас                 | Тяжёлая атлетика     | Мужчины, до 67,5 кг    |
| Бронза | Лео Лозерт Виктор Флессл | Академическая гребля | Мужчины, двойки парные |